# Ulf Samuelsson
Ulf Bo Samuelsson (Fagersta, 26 marzo 1964) è un allenatore di hockey su ghiaccio ed ex hockeista su ghiaccio svedese.

## Carriera

### Giocatore
Nella sua lunga carriera ha giocato oltre 1200 partite in National Hockey League, con le maglie di Hartford Whalers, Pittsburgh Penguins (con cui vinse per due volte la Stanley Cup, nel 1991 e nel 1992), New York Rangers, Detroit Red Wings e Philadelphia Flyers.
Con la maglia della Svezia ha preso parte a due edizioni dei mondiali (1985 e 1990, con la vittoria dell'argento in quest'ultima edizione) ed una della Canada Cup (1991), oltreché al torneo olimpico di Nagano 1998.

### Allenatore
È stato assistente allenatore di diverse squadre NHL: Phoenix Coyotes, New York Rangers, Chicago Blackhawks e Florida Panthers.
Ha allenato anche in Europa: è stato head coach del MODO Hockey per due anni (2011-2013), e del Leksands IF (2019-2020).

## Palmarès

### Club
- Stanley Cup: 2

Pittsburgh: 1990-1991 e 1991-1992

### Nazionale

#### Mondiali
- Svizzera 1990

#### Europei U-18
- Svezia 1982